# Julius Klaproth
Julius Heinrich Klaproth (ur. 11 października 1783 w Berlinie, zm. 28 sierpnia 1835 w Paryżu) – niemiecki etnograf, orientalista i podróżnik. Znawca języków orientalnych, m.in. chińskiego, mandżurskiego i japońskiego, z których dokonywał tłumaczeń na francuski i niemiecki.

## Życiorys
Był synem chemika Martina Klaprotha. Studiował w Berlinie i Paryżu.
W 1805 roku udał się do Chin jako członek rosyjskiego poselstwa hr. Jurija Gołowkina. Brał udział w pracach naukowej ekipy poselstwa, kierowanej przez Jana Potockiego. Klaproth znał Potockiego od czasu studiów w Paryżu i towarzyszył mu wcześniej w wyprawie na Kaukaz. Po powrocie z podróży pracował w Petersburskiej Akademii Nauk.
Od 1816 roku mieszkał w Paryżu, gdzie wykładał na Collège de France. Był przyjacielem i współpracownikiem Jean-Pierre’a Abla-Rémusata, wraz z którym redagował czasopismo Journal asiatique. Wydał kilka publikacji poświęconych Syberii i Dalekiemu Wschodowi, m.in. Asia Polyglota (Paryż 1823), Tablaux historiques de l'Asia (Paryż 1823), Memoirs relatifs a l'Asie (Paryż 1824–1828), Aperçu general de trios royaumes traduit l'original japonois chinois (Paryż 1833), Annales des empereurs du Japon (Paryż 1834).